# Fuerza Operativa Norteamericana (Armada Imperial Japonesa)
La Fuerza Operativa Norteamericana (遣米支隊, Kenbei Shitai) era una flota de la Armada Imperial Japonesa. De acuerdo con la alianza anglo-japonesa, la flota defendió la costa oeste de Canadá, así como la navegación aliada en el Pacífico durante la Primera Guerra Mundial.

## Antecedentes
Artículo principal: Armada Imperial Japonesa en la Primera Guerra Mundial
A principios del siglo XIX Canadá todavía dependía de la Royal Navy británica para la defensa marítima. Cuando los británicos y los alemanes entraron en una carrera armamentista naval; los británicos, preocupados de que los alemanes los superaran en producción, pidieron a los gobiernos de sus Dominios que contribuyeran financieramente a la construcción de nuevos barcos en la Conferencia Imperial de 1909. Esta solicitud impuesta al primer ministro canadiense, Sir Wilfrid Laurier, se conoció como la "cuestión naval". Debido a conflictos internos, Laurier decidió que, en lugar de dar dinero a la Marina Real Británica, Canadá construiría su propia armada. La incipiente armada canadiense construyó o compró algunos barcos, pero la decisión fue impopular en Canadá y contribuyó a la caída del gobierno de Laurier.
En los años previos a la Primera Guerra Mundial, Japón aumentó su presencia cerca de la costa oeste de América del Norte. A principios de 1914, los cruceros japoneses navegaron por la costa del Pacífico de Estados Unidos y Canadá y un número significativo visitó la costa oeste de Canadá, incluidos el Asama y el Azuma, que visitaron Vancouver en junio de 1914. Los barcos y el vicealmirante Kuroi, sus capitanes, el personal y los cadetes fueron recibido por el gobierno provincial. Para la ocasión tocó la banda del 88.º de Fusileros.

## Primera Guerra Mundial
Cuando estalló la Primera Guerra Mundial en 1914, los barcos obsoletos de Canadá se encargaron de defender el corredor marítimo del Atlántico hacia el Reino Unido. La Royal Navy decidió concentrarse en el teatro del Atlántico dejando la defensa de la costa oeste de Canadá en manos de su aliado, el Japón imperial. Los periódicos de la época afirmaban que si no hubiera sido por la Armada japonesa, la Marina Imperial alemana habría "bombardeado Victoria y Vancouver hasta hacerlos añicos". También a petición británica, la armada japonesa envió uno o dos cruceros desde Vladivostok a Vancouver para ayudar en el transporte de lingotes de oro.